# Ermenegildo Agazzi
Ermenegildo Agazzi, né le 24 juillet 1866 à Mapello et mort le 25 octobre 1945 à Bergame, est un peintre italien, actif dans la peinture de genre, les portraits et les paysages. Il commence sa carrière en peignant dans un style similaire à celui des peintres de la Scapigliatura.

## Biographie
Né à Mapello, Ermenegildo Agazzi est actif principalement à Milan. Il est le frère de Rinaldo, également peintre. Il est élève de Cesare Tallone à l'Accademia Carrara de Bergame; puis s'installe à Milan et expose pour la première fois à l'Académie de Brera en 1886. Il remporte de nombreux prix et continue d'exposer jusqu'à la fin des années 1930.
Il expose Paris en 1900 (où il obtient une médaille d'or), à Milan en 1901, à Bruxelles en 1910; et à Milan en 1915 (où il remporte le prix Baragiola) et 1928 (où il remporte le prix Fornara). Il participe à de nombreuses Biennales, et en 1930 fait une exposition personnelle à Milan. En 1938, il reçoit une médaille d'or du ministère de l'Éducation nationale. La Galleria d'Arte Moderna de Milan conserve plusieurs de ses œuvres, dont Ponte Vico a Chioggia (1932) ; Paysage (1916); Portrait d'homme (1909); Vallées de Bergame (1928); Portrait d'un enfant (1932); et Il violon (1938). Il fuit Milan pour Bergame afin d'éviter les bombardements aériens, lorsqu'il meurt accidentellement.